# 康格里斯 (亞利桑那州)
康格里斯（英語：Congress）是位於美國亞利桑那州亞瓦派縣的一個人口普查指定地區。根據2010年美國人口普查，該地人口為1717人，而該地的面積約為97.63平方千米。

## 地理
康格里斯的座標為34°08′46″N 112°50′48″W / 34.14611°N 112.84667°W，而該地最高點為海拔高度928米（即3045英尺）。